# Liste des radios en Andorre
Cet article présente la liste des radios en Andorre. Y émettent des radios d'Andorre, de France ou d'Espagne, en catalan, en français ou en espagnol.

## Radios andorranes

### Radios publiques (RTVA)
- Ràdio Nacional d'Andorra (RNA) (ca)
- Andorra Música (AM)

### Radios privées
- Ràdio Andorra (1939-1981)
- Andorra 7 Ràdio
- Ràdio Principat (+ Ràdio Estel)

## Radios françaises émettant en Andorre (enfrançais)

### Radios publiques (Radio France)
- France Inter
- France Musique
- France Culture
- France Info

### Radios privées
- NRJ (NRJ Group)
- Pyrénées FM

## Radios espagnoles émettant en Andorre (encatalanet/ou encastillan)

### Radios publiques d'Espagne (RNE)
- Radio Nacional
- Radio Clásica
- Radio 3
- Ràdio 4
- Radio 5

### Radios publiques deCatalogne(CCMA)
- Catalunya Ràdio
- Catalunya Informació

### Radios privées
Groupe Cadena Piraneica de Ràdio i Televisió :
- Ràdio Valira + Onda Cero
- Pròxima Fm
- RAC105
- RAC1 R7P
- Gestiona Radio
- Radio Tele-Taxi

Groupe Flaix :
- Flaix FM
- Radio FlaixBac - Andorra 1

Groupe Prisa :
- Cadena SER Principat d'Andorra
- LOS40
- M80 Radio
- Cadena Dial Andorra

Autres :
- Ona 7 Ràdio
- Ona Andorra (Ona Catalana)
- Ona FM Andorra
- Rock FM
- Kiss FM
- Ràdio María Andorra
- Ràdio Estel (Ràdio Principat)

## Autre radio
- BBC World Service

## Webradio
- KWFM.net